# اکسل ورنر
اکسل ورنر (انگلیسی: Axel Werner؛ زادهٔ ۲۸ فوریهٔ ۱۹۹۶) بازیکن فوتبال اهل آرژانتین است.
از باشگاه‌هایی که در آن بازی کرده‌است می‌توان به باشگاه فوتبال اتلتیکو مادرید اشاره کرد.